# Manoir de l'Ortière
Le manoir de l'Ortière, également appelé manoir d'Ortières ou manoir des Ortières, est un ancien manoir situé sur la commune française de Monts dans le département d'Indre-et-Loire, en région Centre-Val de Loire.
Construit au XVe siècle, remanié à plusieurs reprises, il est en mauvais état au XXIe siècle. Ses façades, sa toiture et une cheminée intérieure sont inscrites comme monuments historiques en 1978.

## Localisation et toponymie
Le manoir est situé sur le plateau, à l'extrême nord du territoire, presque en limite communale de Monts et Joué-lès-Tours dans un environnement composé au XXIe siècle de bois, de champs et de friches sur un sol lourd. Le nom d'Ortière pourrait être une évolution du latin *orbitaria, qui a donné « ornière », à prendre ici dans le sens de « lieu boueux où les roues des véhicules laissent des ornières».

## Historique

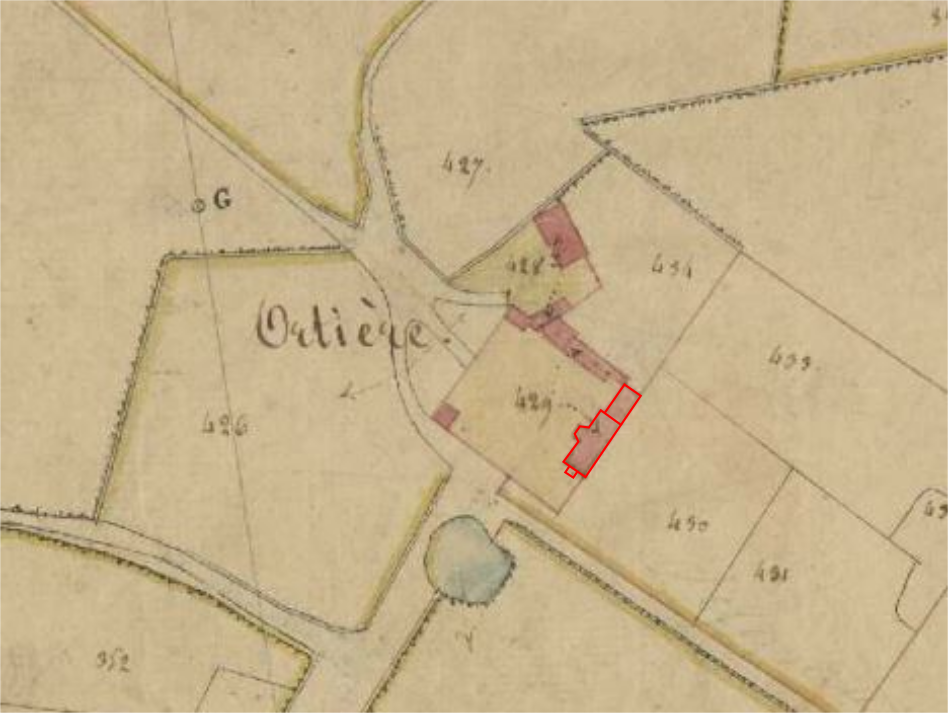
Plan moderne du manoir de l'Ortière reporté sur le cadastre napoléonien. La nord est à droite de la carte.

La construction du manoir de l'Ortière remonte au XVe siècle mais le toponyme apparaît déjà dans des documents de l'abbaye Saint-Florent de Saumur en 1201,. Vers la fin du XVe siècle ou au début du XVIe siècle, le fief de l'Ortière fait partie des nombreuses possessions de Jacques de Beaune, surintendant des finances de François Ier.
Au milieu du XVIIe siècle le manoir, devenu simple métairie agricole, ne semble plus habité régulièrement et se délabre peu à peu. Philippe Néricault Destouches se rend acquéreur du château en 1722 mais la vente est contestée par le propriétaire de la Roche qui revendique les droits sur le fief de l'Ortière et, en application d'une décision de justice, Néricault Destouches doit revendre le manoir en 1725. Une description des bâtiments faite en 1779 montre que de nombreux éléments cités alors ont depuis disparu, dont un colombier surmontant le portail. De nouveaux bâtiments, dont des communs, les remplacent au XIXe siècle, mais, jugés disgracieux, ils sont démolis au début du XXIe siècle.
Les façades, la toiture et une cheminée intérieure du manoir sont inscrites au titre des monuments historiques par arrêté du 16 juin 1978.

## Description

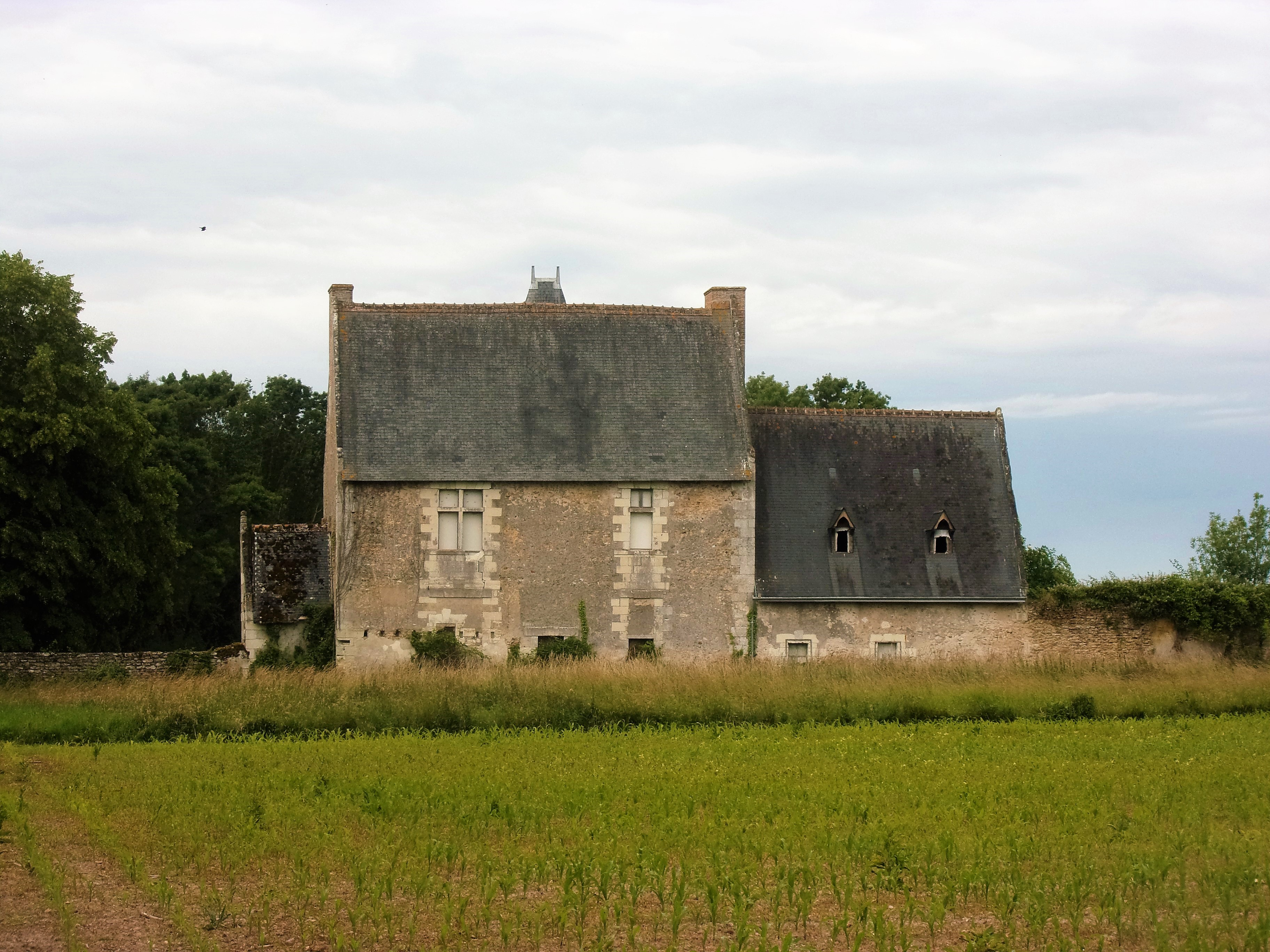
Façade nord du manoir.

Le cadastre napoléonien montre un ensemble de bâtiments dont la plupart ont disparu depuis l'établissement du plan ; le logis principal est le seul corps de bâtiment partiellement conservé, encadré par deux constructions plus basses. La cour, dans laquelle prend place un puits, se développe devant la façade principale orientée au sud-ouest.
Le logis présente deux pignons élevés. Une tourelle à escalier pentagonale renferme un escalier à vis qui permet de desservir étage, cave et combles ; sa toiture est composée d'une pyramide en ardoise . Le rez-de-chaussée et l'étage sont cloisonnés par des murs à colombages, proposant deux pièces chacun. La cuisine, au rez-de-chaussée, est prolongée au sud-est par un four.
Au rez-de-chaussée, l'une des fenêtres subsiste dans sa configuration initiale ; l'autre est partiellement obstruée, mais celles de l'étage ont été murées avant d'être rouvertes à l'occasion d'une restauration et pourvues de meneaux non travaillés. Le site est en voie de réhabilitation depuis 2019.[réf. nécessaire]

## Pour en savoir plus